# 98년

## 연호
- 후한(後漢) 영원(永元) 10년

## 기년
- 후한(後漢) 화제(和帝) 10년
- 신라(新羅) 파사 이사금(婆娑泥師今) 19년
- 고구려(高句麗) 태조대왕(太祖大王) 46년
- 백제(百濟) 기루왕(己婁王) 22년

## 사건
- 1월 27일 트라야누스가 로마 제국의 황제가 되다.

## 사망
- 1월 27일 로마 제국 네르바 황제